# Clissold Park
Clissold Park è un parco della città di Londra situato nel distretto cittadino di Stoke Newington presso Hackney. Il parco include una zona di intrattenimento per i bambini, grandi campi da gioco, un café e alcuni animali, come delle tartarughe che nuotano nei suoi laghetti.

## Altri progetti

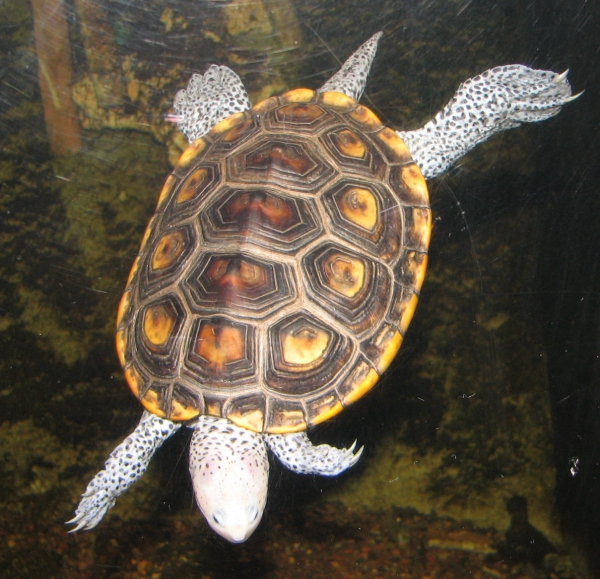
Un esempio del tipo di tartarughe che si possono vedere nei laghetti del parco, chiamate terrapin in inglese.